# Innocenty II
Innocenty II (łac. Innocentius II, właśc. Gregorio Paparone lub Papareschi; ur. w Rzymie – zm. 24 września 1143 tamże) – papież w okresie od 14 lutego 1130 do 24 września 1143.

## Życiorys

### Wczesne życie
Grzegorz Papareschi pochodził z Rzymu, z dzielnicy Trastevere (Zatybrze). Karierę kościelną rozpoczynał prawdopodobnie jako kleryk pałacowy antypapieża Klemensa III (1084–1100). Później jednak podporządkował się papieżowi Paschalisowi II, który w 1116 mianował go kardynałem-diakonem Sant'Angelo in Pescheria. Po raz pierwszy jest poświadczony w tej godności w bulli Paschalisa II z 24 maja 1116. Rok później był legatem w Lombardii razem z kardynałem Janem z Cremy. Uczestniczył w wyborze Gelazjusza II 24 stycznia 1118. Dwukrotnie, 1121–1122 i 1123–1125, był legatem we Francji, za każdym razem w towarzystwie swego przyszłego rywala Piotra Pierleoni. W 1122 razem z Lambertem z Ostii i Sakso z S. Stefano był legatem w Niemczech, gdzie doszło do wynegocjowania konkordatu z Wormacji, kończącego spór o inwestyturę. Bulle papieskie podpisywał od 24 maja 1116 do 10 kwietnia 1129.

### Wybór na papieża
Bezpośrednio po śmierci Honoriusza II, rankiem 14 lutego 1130 Gregorio Papareschi został wybrany na papieża przez komisję kardynalską wyłonioną jeszcze za życia poprzedniego papieża. Komisja ta nie zebrała się jednak w pełnym składzie i większość kardynałów nie uznała jej werdyktu. Jeszcze tego samego dnia w kościele S. Marco doszło do powtórnej elekcji, w wyniku której papieżem został kardynał Pietro Pierleoni, który przybrał imię Anaklet II. Obaj pretendenci zostali konsekrowani tego samego dnia, 23 lutego 1130. Anakleta II konsekrował biskup Porto kardynał Pietro Senex w bazylice laterańskiej, a Innocentego II – biskup Ostii kardynał Giovanni z Camaldoli w kościele S. Maria Nuova, będącym tytularną diakonią kanclerza Ajmeryka, głównego zwolennika Innocentego II. W krótkim czasie zwolennicy Anakleta II zwyciężyli w Rzymie, wobec czego Innocenty II musiał uciekać z miasta. Rozpoczęła się 8-letnia schizma w Kościele katolickim, zwana schizmą Anakleta.

### Pontyfikat
Anaklet II zyskał poparcie normańskiego hrabiego Sycylii Rogera II, któremu nadał tytuł królewski. W tej sytuacji Innocenty II, po opuszczeniu Rzymu, musiał uchodzić najpierw na północ Włoch, a następnie do Francji. Tam zyskał poparcie wpływowego kaznodziei, Bernarda z Clairvaux. Na synodzie w Clermont w listopadzie 1130 Francja i Anglia uznały Innocentego II za prawowitego papieża. Nieco później, pod wpływem arcybiskupa Magdeburga Norberta z Xanten, Innocentego II uznał także król Niemiec Lotar III. W stosunkowo niedługim czasie zdecydowana większość świata katolickiego opowiedziała się po stronie właśnie jego. Anakleta II popierały jedynie królestwo Sycylii, Mediolan, Akwitania i Szkocja.
Wiosną 1133 Lotar III najechał Italię, chcąc obalić Anakleta II, jednak wyprawa zakończyła się tylko częściowym sukcesem. Wojska niemieckie zajęły tylko część miasta, w tym Lateran i Watykan. 4 czerwca 1133 Innocenty II koronował Lotara III na cesarza rzymskiego w bazylice laterańskiej. W tym samym dniu wydał też bullę podporządkowującą polskie diecezje zwierzchnictwu Magdeburga. Po wyjeździe cesarza i jego wojsk papież nie utrzymał się jednak w Rzymie i musiał uchodzić do Pizy, gdzie przebywał do lutego 1137. W 1135 w Pizie odbył się synod, który ponownie rzucił ekskomunikę na antypapieża. Krótko po tym synodzie Bernard z Clairvaux oraz kardynałowie Guido Pisano i Mathieu z Albano przeciągnęli Mediolan na stronę Innocentego II.
W czasie pobytu w Pizie Innocenty II wydał bullę protekcyjną dla archidiecezji gnieźnieńskiej, pośrednio unieważniając rozporządzenia z 1133 roku o podporządkowaniu Polski metropolii magdeburskiej (7 lipca 1136).
W 1136 Lotar III ponownie najechał Italię, jednak tym razem nie zdołał zająć Rzymu, choć odniósł kilka sukcesów na południu Italii. W drodze powrotnej z tej wyprawy, w grudniu 1137, zmarł. Jeszcze przed śmiercią cesarza, Innocenty II nawiązał rokowania z królem Rogerem II sycylijskim. Jesienią 1137 Innocenty II ponownie mógł rezydować w Rzymie, a w Salerno pod patronatem Rogera II odbyły się negocjacje kardynałów obu zwaśnionych stron. Wówczas na stronę Innocentego przeszedł kardynał Pietro Pisano, jeden z najbardziej poważanych kanonistów. Schizma zakończyła się de facto wraz ze śmiercią Anakleta II 25 stycznia 1138. Wprawdzie jego zwolennicy obrali kardynała Grzegorza z SS. Apostoli na antypapieża Wiktora IV, ale ten już 29 maja 1138 podporządkował się Innocentemu II.
W 1139 zwołał Sobór laterański II, który zlikwidował skutki schizmy po wystąpieniu antypapieża Anakleta II. Wbrew wcześniejszym obietnicom łaski, byli stronnicy Anakleta II zostali w większości pozbawieni swych stanowisk i godności, co spotkało się z krytyką m.in. Bernarda z Clairvaux.
Po soborze Innocenty II wznowił walkę z Rogerem II, jednak poniósł porażkę. 25 lipca 1139 papież zawarł z Rogerem II traktat, w którym uznał jego tytuł królewski w zamian za hołd lenny z ziem Apulii i Sycylii. W 1141 Innocenty II toczył spór z królem Francji Ludwikiem VII o obsadę archidiecezji Bourges, czego skutkiem było nałożenie interdyktu na wszystkie miejsca pobytu króla.
W 1143 w Rzymie wybuchła rebelia pod wodzą Arnolda z Brescii, księdza, który już wcześniej został potępiony za nieortodoksyjne poglądy. W rezultacie tego buntu powstała rzymska komuna miejska, kwestionująca świecką władzę papieża nad miastem.

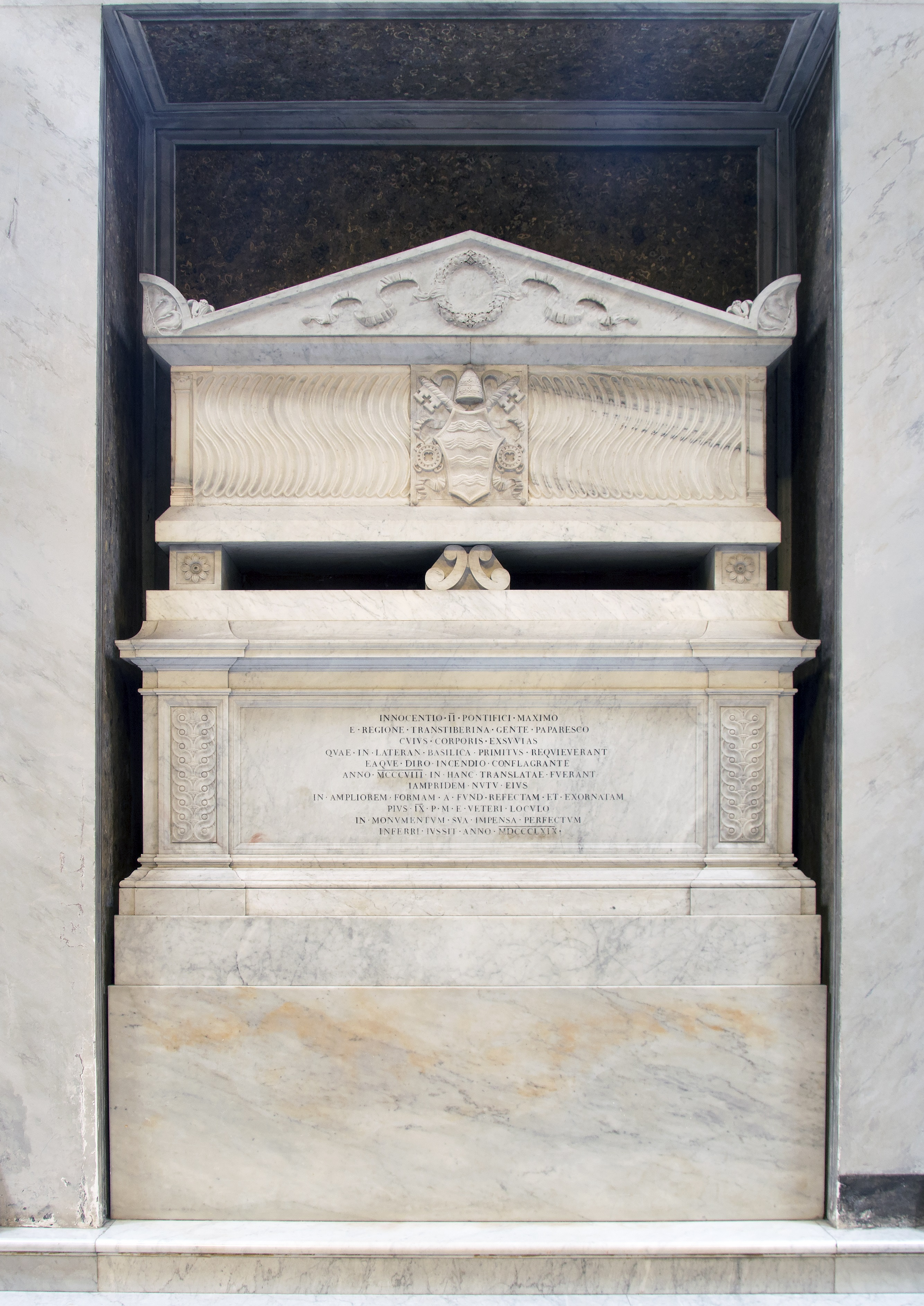
Grób Innocentego II w Santa Maria in Trastevere

Innocenty II zmarł 24 września 1143 w Rzymie.